# Канцах
Канцах (нем. Kanzach) — община в Германии, в земле Баден-Вюртемберг.
Подчиняется административному округу Тюбинген. Входит в состав района Биберах. Население составляет 464 человека (на 31 декабря 2010 года). Занимает площадь 11,20 км².

## Города-побратимы
- Сегонзак